# Breakaway (musikalbum av Kelly Clarkson)
Breakaway är det andra albumet av Kelly Clarkson. Det släpptes den 30 november 2004.
På 2006 års Grammy Awards vann Breakaway "Best Pop Vocal Album" och singeln "Since U Been Gone" fick "Best Female Pop Vocal Performance"-priset.

## Låtlista
| Nr           | Titel                        | Kompositör                                       | Producer(s)                | Längd |
| ------------ | ---------------------------- | ------------------------------------------------ | -------------------------- | ----- |
| 1.           | Breakaway                    | Matthew Gerrard, Bridget Benenate, Avril Lavigne | John Shanks                | 3:57  |
| 2.           | Since U Been Gone            | Max Martin, Luke Gottwald                        | Martin, Gottwald           | 3:09  |
| 3.           | Behind These Hazel Eyes      | Kelly Clarkson, Martin, Gottwald                 | Martin, Gottwald           | 3:19  |
| 4.           | Because of You               | Clarkson, David Hodges, Ben Moody                | Hodges, Moody              | 3:39  |
| 5.           | Gone                         | Kara DioGuardi, John Shanks                      | Shanks                     | 3:27  |
| 6.           | Addicted                     | Clarkson, Hodges, Moody                          | Hodges, Moody              | 3:57  |
| 7.           | Where Is Your Heart          | Clarkson, DioGuardi Chantal Kreviazuk            | Raine Maida, Kreviazuk     | 4:39  |
| 8.           | Walk Away                    | Clarkson, Kreviazuk, Maida, DioGuardi            | Maida, DioGuardi,Kreviazuk | 3:09  |
| 9.           | You Found Me                 | DioGuardi, Shanks                                | John Shanks                | 3:39  |
| 10.          | I Hate Myself for Losing You | DioGuardi, Jimmy Harry, Shep Solomon             | Clif Magness               | 3:20  |
| 11.          | Hear Me                      | Clarkson, DioGuardi, Magness                     | Magness                    | 3:54  |
| 12.          | Beautiful Disaster (live)    | Matthew Wilder, Rebekah Jordan                   | Toby Francis               | 4:35  |
| Total längd: | Total längd:                 | Total längd:                                     | Total längd:               | 44:42 |

## Singlar
| År   | Singel                    |
| ---- | ------------------------- |
| 2004 | "Breakaway"               |
| 2004 | "Since U Been Gone"       |
| 2005 | "Behind These Hazel Eyes" |
| 2005 | "Because of You"          |
| 2006 | "Walk Away"               |

## Betyg
- All Music Guide: 4/5
- Rolling Stone: 3/5